# Goodbye Golovin
Goodbye Golovin é uma curta-metragem canadiana, dirigida por Mathieu Grimard e lançada em 2019. O filme é estrelado por Oleksandr Rudynskyy como Ian Golovin, um jovem ucraniano que está a pensar em emigrar para um novo país em busca de uma vida melhor após a morte do seu pai.
O filme estreou no Festival Internacional de Cinema Abitibi-Témiscamingue 2019, onde recebeu uma menção honrosa do júri do Prix SPIRA. Posteriormente, foi exibido no Festival de Cinema de Berlim de 2020, onde recebeu uma menção honrosa do júri no programa Generation 14plus, e no festival Plein(s) écran(s) sw 2021, onde ganhou o Grande Prémio.
Ele recebeu uma indicação ao Canadian Screen Award de Melhor Curta-Metragem de Acção ao Vivo no 9th Canadian Screen Awards, e uma indicação ao Prix Iris de Melhor Curta-Metragem de Acção ao Vivo no 22B Quebec Cinema Awards, em 2021.